# Гаррі — друг, який бажає вам добра
«Гаррі — друг, який бажає вам добра» (фр. Harry, un ami qui vous veut du bien) — французький комедійний трилер, поставлений у 2000 році режисером Домініком Моллем. Фільм отримав 4 премії «Сезар» із 9-ти категорій, у яких був номінований на церемної у 2001 році. 

## Синопсис
Мішель (Лоран Люка), чоловік Клер (Матильда Сеньє) та батько трьох доньок, загруз у турботах про свою сім'ю і про благоустрій свого великого будинку. Одного дня в туалеті автозаправної станції він випадково зустрічає свого старого ліцейного товариша Гаррі (Сержі Лопес), який висловлює бажання провести вечір у товаристві Мішеля і його сімейства. За вечерею Гаррі виявляє несподівано добру пам'ять про давні події і навіть читає вірш, написаний господарем дому ще за часів ліцейних років. Гаррі явно розчарований, що Мішель більше не пише, і вирішує підштовхнути його на письменницький шлях. А для цього потрібно позбавити Мішеля від сімейних зв'язків, що його сковують…

## У ролях
| Лоран Люка     | ···· | Мішель |
| Сержі Лопес    | ···· | Гаррі  |
| Матильда Сеньє | ···· | Клер   |
| Софі Гіймо     | ···· | Прюн   |
| Ліліана Ровер  | ···· | мати   |
| Домінік Розан  | ···· | батько |
| Мішель Фо      | ···· | Ерік   |

## Додаткові факти
- Прем'єра фільму відбулася 11 травня 2000 року на 53-му Каннському кінофестивалі, де фільм змагався за «Золотого лева» в основній конкурсній програмі[2].
- У Франції фільм отримав 1 966 496 переглядів (з них у Парижі — 567 057); рентабельність фільму склала 365%. Касові збори з прокату стрічки у США склали $15 536 998[1].

## Визнання
| Рік  | Нагорода                                 | Категорія                      | Номінант                                           | Результат |
| ---- | ---------------------------------------- | ------------------------------ | -------------------------------------------------- | --------- |
| 2000 | Каннський кінофестиваль                  | Золотий лев                    | Гаррі — друг, який бажає вам добра                 | Номінація |
| 2000 | Братиславський міжнародний кінофестиваль | Ґран-прі                       | Домінік Молль                                      | Номінація |
| 2000 | Міжнародний кінофестиваль у Чикаго       | Ґран-прі Золотий Ґ'юґо         | Домінік Молль                                      | Номінація |
| 2000 | Приз Європейської кіноакадемії           | Найкращий фільм                | Гаррі — друг, який бажає вам добра                 | Номінація |
| 2000 | Приз Європейської кіноакадемії           | Найкращий сценарист            | Домінік Молль, Жиль Маршан                         | Номінація |
| 2000 | Приз Європейської кіноакадемії           | Найкращий актор                | Сержі Лопес                                        | Перемога  |
| 2001 | Премія «Сезар»                           | Найкращий фільм                | Гаррі — друг, який бажає вам добра                 | Номінація |
| 2001 | Премія «Сезар»                           | Найкраща режисерська робота    | Домінік Молль                                      | Перемога  |
| 2001 | Премія «Сезар»                           | Найкращий актор                | Сержі Лопес                                        | Перемога  |
| 2001 | Премія «Сезар»                           | Найкраща акторка другого плану | Матильда Сеньє                                     | Номінація |
| 2001 | Премія «Сезар»                           | Найперспективніша акторка      | Софі Гіймо                                         | Номінація |
| 2001 | Премія «Сезар»                           | Найкращий сценарій             | Домінік Молль, Жиль Маршан                         | Номінація |
| 2001 | Премія «Сезар»                           | Найкращий монтаж               | Яннік Керґоа                                       | Перемога  |
| 2001 | Премія «Сезар»                           | Найкращий звук                 | Франсуа Морель, Жерар Ламп, Жерар Арді             | Перемога  |
| 2001 | Премія «Сезар»                           | Найкраща музика до фільму      | Девід Вітакер                                      | Номінація |
| 2001 | Премія BAFTA                             | Найкращий неагломовний фільм   | Мішель Сен-Жан (продюсер), Домінік Молль (режисер) | Номінація |
| 2001 | Премія Sant Jordi, Іспанія               | Найкращий іспанський актор     | Сержі Лопес                                        | Перемога  |
| 2001 | Міжнародний кінофестиваль у Сан-Дієго    | Найкращий фільм                | Домінік Молль                                      | Перемога  |
| 2001 | Лондонське коло кінокритиків             | Найкращий іноземний фільм року | Гаррі — друг, який бажає вам добра                 | Номінація |